# Bruno Wöllner
Bruno Wöllner (* 3. Januar 1908; † unbekannt) war ein deutscher Fußballspieler.

## Karriere
Wöllner gehörte dem VfB Leipzig an, für den er in der Gauliga Sachsen Punktspiele bestritt.
Mit der Mannschaft nahm er am Wettbewerb um den Tschammerpokal, den seit 1935 eingeführten Pokalwettbewerb für Vereinsmannschaften, teil. In diesem debütierte er am 23. August 1936 im notwendig gewordenen und mit 3:0 gewonnenen Wiederholungsspiel gegen Vorwärts-Rasensport Gleiwitz, nachdem die Begegnung der 2. Schlussrunde zuvor am 28. Juni 1936 mit dem 2:2-Unentschieden nach Verlängerung keinen Sieger gefunden hatte. Das Achtelfinale gewann er mit seiner Mannschaft – als einzige Heimmannschaft – mit 2:0 gegen den Berliner SV 1892. Nachdem er auch die Begegnungen mit dem VfB Peine und Wormatia Worms im Viertel- und Halbfinale siegreich beenden konnte, zog er mit dem VfB Leipzig ins Finale ein.
Das erst am 3. Januar 1937 im Berliner Olympiastadion angesetzte Finale, fand gegen den Vorjahresfinalisten FC Schalke 04, mit Fritz Szepan und Ernst Kuzorra in ihren Reihen, statt – und endete mit 2:1 für den VfB Leipzig.

## Erfolge
- Tschammerpokal-Sieger 1936